# شهرستان نیوتون (میزوری)
شهرستان نیوتون، میزوری (به انگلیسی: Newton County, Missouri) یک سکونتگاه مسکونی در ایالات متحده آمریکا است که در میزوری واقع شده‌است.